# Камышинка (Татарстан)
Камышинка — деревня в Заинском районе Татарстана. Входит в состав Поручиковского сельского поселения.

## География
Находится в восточной части Татарстана на расстоянии приблизительно 11 км на юг-юго-запад по прямой от железнодорожной станции города Заинск у речки Сарапала.

## История
Основана в 173—1740-х годах как Ново-Камышенская слобода для отставных солдат. В советское время работали колхозы «Искра», «Родина», совхоз «Зай», позднее СПК «Заман».

## Население
Постоянных жителей было: в 1859—140, в 1917—396, в 1920—360, в 1926—299, в 1938—295, в 1949—243, в 1958—189, в 1970—175, в 1979 — 85, в 1989 — 41, в 2002 — 49 (русские 67 %), 52 в 2010.